# George Nelson Lester
George Nelson Lester (* 13. März 1824 im Abbeville County, South Carolina; † 30. März 1892) war ein US-amerikanischer Jurist und Politiker sowie Offizier in der Konföderiertenarmee. Der Kongressabgeordnete Hiram Parks Bell (1827–1907) war sein Schwager.

## Werdegang
George Nelson Lester, Sohn von Mary Sims und Richard Henry Lester, wurde ungefähr neun Jahre nach dem Ende des Britisch-Amerikanischen Krieges im Abbeville District (heute Abbeville County) geboren. Über seine Jugendjahre ist nichts bekannt. Irgendwann zog er nach Georgia. Er studierte Jura und begann nach dem Erhalt seiner Zulassung als Anwalt zu praktizieren. 1858 saß er im Repräsentantenhaus von Georgia. Nach dem Ausbruch des Bürgerkrieges verpflichtete er sich in der Konföderiertenarmee. Lester bekleidete den Dienstgrad eines Colonels im siebten Infanterieregiment von Georgia. Am 8. Oktober 1862 wurde er bei der Schlacht bei Perryville in Kentucky verwundet. Dabei verlor er seinen rechten Arm. Er wurde dann für den achten Wahlbezirk von Georgia in den zweiten Konföderiertenkongress gewählt, wo er von 1864 bis zum Ende der Konföderation diente. Er saß in der Commission of Immigration. Nach dem Ende des Krieges nahm er seine Tätigkeit als Jurist wieder auf. Von 1890 bis zu seinem Tod 1892 war er Attorney General von Georgia. Sein Leichnam wurde auf dem Old City Cemetery in Marietta (Georgia) beigesetzt.